# Bambao ya Hari
Bambao ya Hari est une commune de l'union des Comores située dans l'ile de la Grande Comore, dans la Préfecture de Moroni-Bambao. La commune comprend les localités suivantes : 
- M'kazi
- Vouvouni
- M’Dé
- Séléa
- Niomadzaha
- Moidzaza Djoumbé
- Mboudé Ya Djou
- Dzahani
- Daoeni
- Boueni